# وانادورگا
وانادورگا یک روستا در شهاپور تالکا از ناحیه یجگر در ایالت کارناتاکا، هند است. وانادورگا در دوازده کیلومتری جاده غرب ساگار و چهار کیلومتری جنوب غربی هوسکنا قرار دارد. نزدیک‌ترین قطار در یادگیر است.

## جمعیت
در سرشماری سال ۲۰۰۱، وانادورگا ۴٬۰۳۸ نفر جمعیت داشت که ۲٬۰۶۱ مرد و ۱۹۷۷ زن بودند. با سرشماری سال ۲۰۱۱، این آمار به ۴٬۸۴۹ نفر افزایش یافته‌است، در آن سرشماری ۲۴۶۲ مرد و ۲٬۳۸۷ زن بودند.